# بيدرو مانويل مينديز ريبيرو
بيدرو مانويل مينديز ريبيرو (بالبرتغالية: Pedro Manuel Mendes Ribeiro) (25 يناير 1983 في البرتغال - ) هو لاعب كرة قدم برتغالي في مركز الدفاع. شارك مع منتخب البرتغال تحت 20 سنة لكرة القدم ومنتخب البرتغال تحت 21 سنة لكرة القدم. أما مع النوادي، فقد لعب مع نادي بورتو ونادي بيلينينسش ونادي جل فيسنتي ونادي ريكرياتيفو ديسبورتيفو دو ليبولو وديسبورتيفو تروفينسي وF.C. Marco ‏ ونادي بينفايل.

## وصلات خارجية
- بيدرو مانويل مينديز ريبيرو على موقع قاعدة بيانات كرة القدم.إي يو (الإنجليزية)
- بيدرو مانويل مينديز ريبيرو على موقع Soccerway.com (الإنجليزية)
- بيدرو مانويل مينديز ريبيرو على موقع AS.com (الإسبانية)